# Comets on Fire
A Comets on Fire amerikai együttes. 1999-ben alakultak meg a kaliforniai Santa Cruz-ban. A zenekar zenéje több stílusba is sorolható: punk blues, garázsrock, pszichedelikus rock, blues rock, noise rock, New Weird America. Első nagylemezüket 1999-ben adták ki.

## Tagok
- Ethan Miller - gitár, ének
- Noel von Harmonson - dob
- Ben Flashman - basszusgitár
- Utrillo Kushner - dob, billentyűk
- Ben Chasny - gitár

## Diszkográfia
- Comets on Fire (2001)
- Field Recordings from the Sun (2002)
- Blue Cathedral (2004)
- Avatar (2006)